# Masenate Mohato Seeiso
'Masenate Mohato Seeiso (Anna Karabo Motšoeneng; Mapoteng, 2 de junio de 1976) es la reina consorte de Lesoto a través de su matrimonio con el rey Letsie III, siendo la primera persona sin ascendencia noble en casarse con un miembro de la familia real lesotense.

## Primeros años y educación
Anna Karabo Motšoeneng nació en el Hospital Adventista Maloti del distrito de Berea, el 2 de junio de 1976, como la mayor de los cinco hijos de Thekiso Motšoeneng y su esposa 'Makarabo. Fue bautizada  en la Iglesia Católica con el nombre de Anna. Cursó sus estudios primarios en Leribe English Medium Primary School y estuvo matriculada en Holy Family High School.
Entre 1990 y 1996 realizó sus estudios secundarios en el Machabeng International College de Maseru. En 1997 ingresó a la Universidad Nacional de Lesoto donde obtuvo una licenciatura en ciencias. Mientras cursaba sus estudios terciarios, participó en el servicio comunitario con la Escuela Angela para Discapacitados y el Centro para Ciegos.

## Matrimonio y descendencia

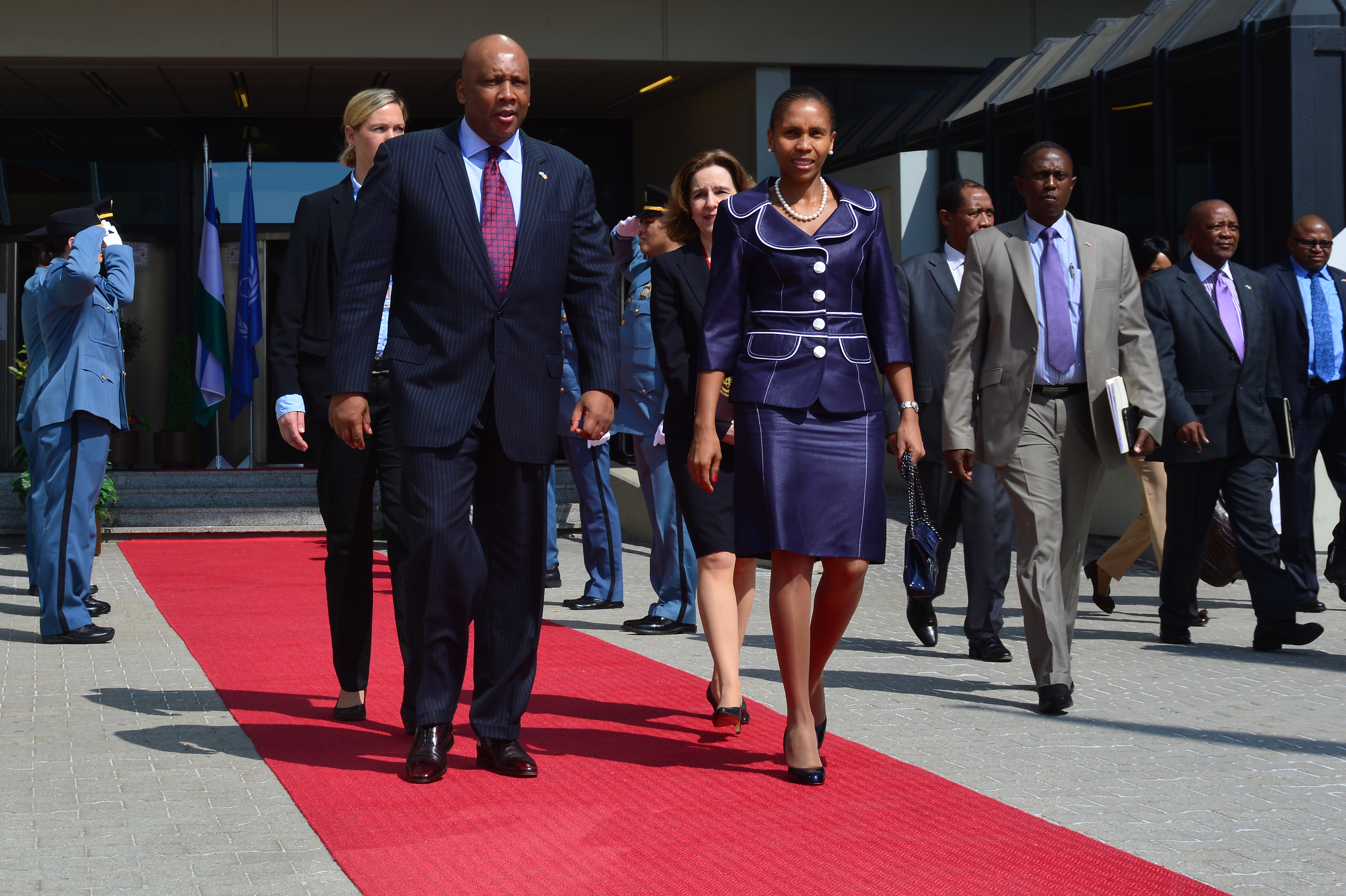
La reina Masenate Mohato Seeiso junto a su esposo, en 2013.

Anna Karabo Motšoeneng conoció al rey Letsie III de Lesoto en 1996, el mismo año en que se convirtió en rey por segunda vez, tras la muerte de su padre en un accidente de tráfico. En octubre de 1999 la pareja se comprometió; en ese entonces Letsie era el único rey soltero del continente africano.
La boda se celebró el 18 de febrero de 2000 en el Estadio Setsoto de Maseru ante la presencia de aproximadamente 40 mil personas, incluidos dignatarios como Nelson Mandela, Festus Mogae, Bakili Muluzi y Carlos de Gales. La ceremonia fue oficiada por el Arzobispo católico Bernard Mohlalisi, significó la primera vez en la historia moderna del país en que un miembro de la realeza contraía matrimonio con un plebeyo.
El matrimonio ha tenido los siguientes hijos:
- Su Alteza Real la Princesa Senate Mary Mohato Seeiso, nacida el 7 de octubre de 2001.
- Su Alteza Real la Princesa 'Maseeiso Mohato Seeiso,[6] nacida el 20 de noviembre de 2004.
- Su Alteza Real el Príncipe Lerotholi David Mohato Bereng Seeiso, nacido el 18 de abril de 2007.

## Reina consorte de Lesoto
Desde que Anna Karabo Motšoeneng se convirtió en la reina Masenate Mohato Seeiso tras su boda, ha estado involucrada en una variedad de proyectos caritativos, incluido el patrocinio de la Cruz Roja de Lesoto; Aldeas Infantiles SOS; y el Machabeng International College. Asimismo, trabaja con la organización benéfica People with Disabilities, y Hlokomela Bana [Cuida de los niños], desde 2003, tras el fallecimiento de su suegra, la reina Mamohato.
La reina ha participado en programas de sensibilización sobre el VIH/sida, y ha realizado visitas a una variedad de proyectos sobre la enfermedad en todo el país, incluidos orfanatos. Cuenta, a su vez, con un Certificado de Primeros Auxilios.
Actualmente es una estudiante de francés en la Alliance française, habiendo aprobado dos exámenes del Diploma de estudios en lengua francesa.

## Distinciones honoríficas

### Nacionales
- Dama Comendadora de la Dignísima Orden de Moshoeshoe (Orden de la Dignidad).[10]
- Medalla de Bronce del Premio Príncipe Mohato (06/1993).[7]

### Extranjeras
- Comendadora de la Orden de las Palmas Académicas (República Francesa, 05/07/2018).[11]

| Predecesor: 'Mamohato | Reina consorte de Lesoto 2000-presente | Sucesor: En el cargo |